# تیم ملی بسکتبال زنان اسکاتلند
تیم ملی بسکتبال زنا اسکاتلند، نماینده اسکاتلند در مسابقات بین‌المللی بسکتبال زنان است.